# Викуловское
Викуловское — деревня в Тонкинском районе Нижегородской области. Входит в сельское поселение Пакалевский сельсовет.

## География
Находится на расстоянии примерно 32 километра по прямой на запад-юго-запад от районного центра поселка Тонкино.

## История
В деревне в 1870 году учтено дворов 7 и жителей 47, в 1916 24 и 133 соответственно. В период коллективизации здесь был создан колхоз «Красный земледелец».

## Население
Постоянное население составляло 20 человек (русские 95 %) в 2002 году, 9 в 2010.